# Đại hội Đảng Quốc xã

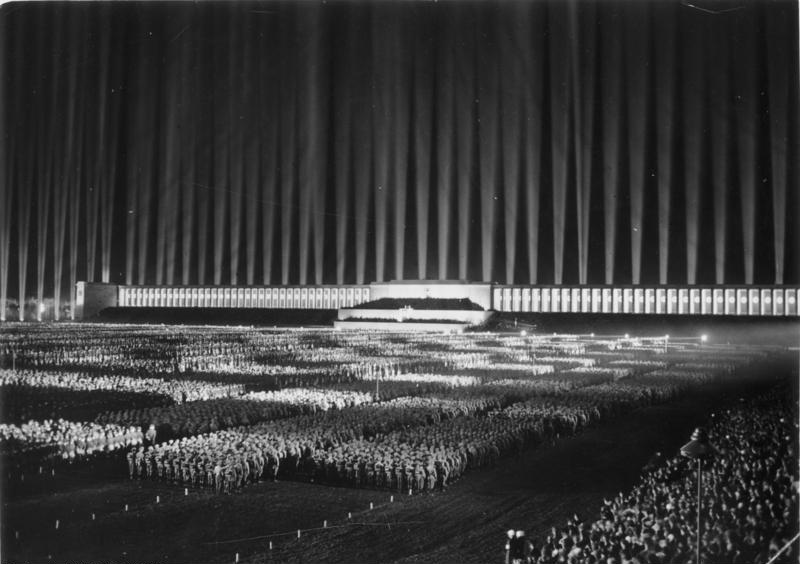
Vòm ánh sáng, Đại hội Đảng Quốc xã năm 1936

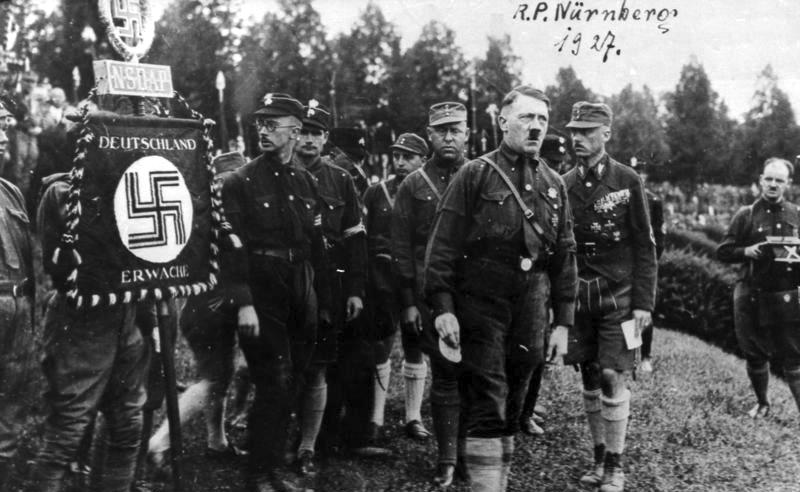
Đại hội Đảng lần thứ ba (Nürnberg, 1927)

Đại hội Đảng Quốc xã (tiếng Đức: Reichsparteitag, Đại hội Đảng Đế chế) ngày nay thường được dùng để chỉ các đại hội đảng Đảng Quốc xã Đức, được tổ chức từ năm 1923 đến năm 1933 trong thời kỳ Cộng hòa Weimar và sau khi Đảng Quốc xã lên nắm quyền trong thời kỳ Quốc xã, với lần tổ chức cuối cùng vào năm 1938. Từ năm 1933, các đại hội này trở thành những sự kiện tuyên truyền chính trị dưới sự lãnh đạo của Adolf Hitler, được tổ chức tại Nürnberg, thành phố này từ năm 1936 đến năm 1945 mang danh hiệu "Thành phố Đại hội Đảng".

## Tổng quát

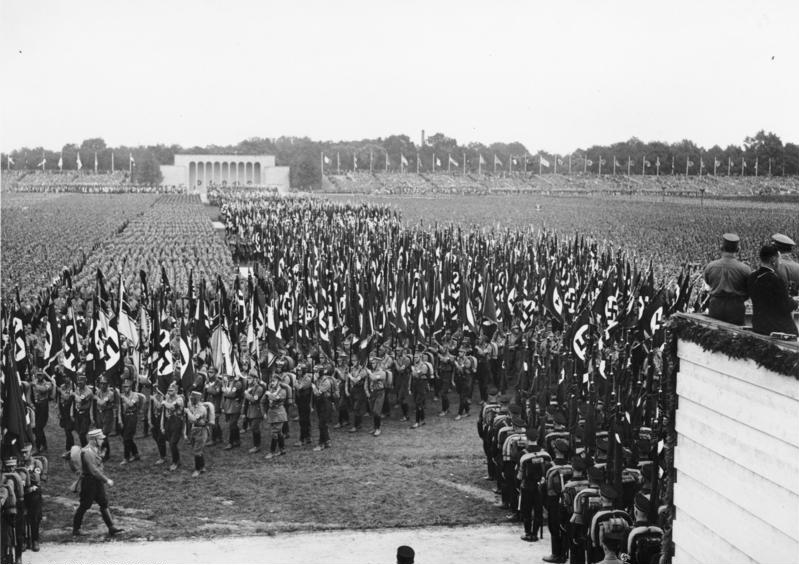
Cuộc tuần hành lực lượng SA, Đại hội Đảng Quốc xã năm 1933

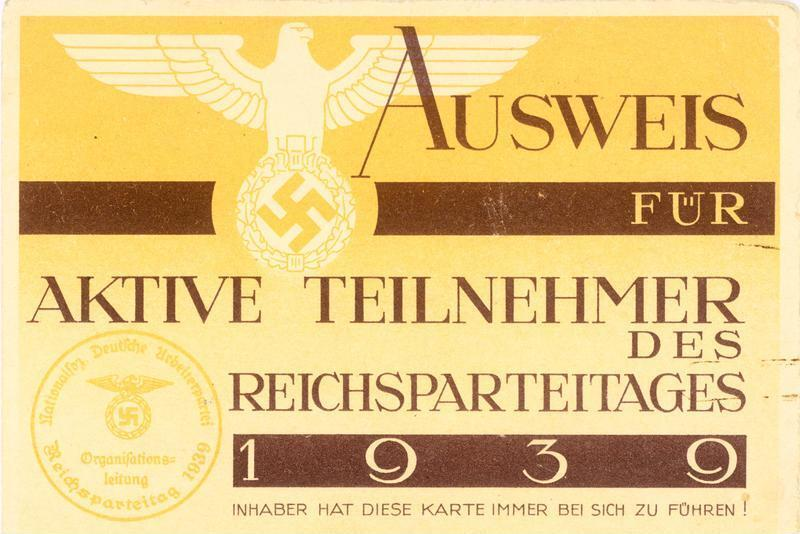
Thẻ tham dự Đại hội Đảng Quốc xã năm 1939

Đại hội đầu tiên Đảng Quốc xã, diễn ra vào các năm 1923 và 1926 tại Munich và Weimar. Các Đại hội quan trọng khác được tổ chức vào các năm 1927 và 1929 tại Nuremberg. Do thiếu hụt tài chính, Đại hội Đảng năm 1928 đã bị hủy bỏ. Năm 1929, tại Đại hội Đảng lần thứ tư, đã xảy ra các cuộc xung đột nghiêm trọng giữa những người Quốc xã và Cộng sản. Điều này dẫn đến việc chính quyền thành phố Nuremberg ngăn chặn việc tổ chức các Đại hội Đảng vào các năm 1930 và 1931. Năm 1932:, Đảng Quốc xã một lần nữa không tổ chức Đại hội Đảng vì lý do tài chính.
Nuremberg ban đầu được chọn làm địa điểm tổ chức vì lý do thực dụng. Nuremberg nằm ở vị trí trung tâm tương đối của Đế quốc Đức và có công viên Luitpoldhain rộng 21ha, một địa điểm phù hợp cho các sự kiện lớn. Ngoài ra, Đảng Quốc xã có thể dựa vào tổ chức đảng được tổ chức tốt tại Franken dưới sự lãnh đạo của Lãnh đạo Khu vực Julius Streicher. Cảnh sát Nuremberg cũng ủng hộ sự kiện này. Sau đó, địa điểm tổ chức được biện minh bằng cách đặt các Đại hội Đảng vào truyền thống của các Đại hội Đế chế Nuremberg của Đế chế La Mã Thần thánh Đức thời trung cổ.
Từ năm 1933, mỗi Đại hội Đảng đều có một tiêu đề chương trình liên quan đến các sự kiện cụ thể. Từ năm 1934, Đại hội Đảng được tổ chức vào nửa đầu tháng 9 tại Nuremberg, thường tổ chức gần thời điểm Thu phân với tên goi Reichsparteitage des deutschen Volkes (Những ngày Đại hội Đảng Quốc xã Nhân dân Đức). Ban đầu các sự kiện này kéo dài bảy ngày, sau đó là tám ngày. Tuyên truyền Đảng Quốc xã đã tận dụng những dịp này để thể hiện sự liên kết giữa lãnh đạo và nhân dân. Số lượng người tham gia tăng lên hơn nửa triệu người, với khách tham quan từ tất cả các tổ chức của đảng, quân đội và nhà nước.

## Danh sách
| Đại hội Đảng Quốc xã | Đại hội Đảng Quốc xã     | Đại hội Đảng Quốc xã | Đại hội Đảng Quốc xã                                                                         | Đại hội Đảng Quốc xã |
| Năm                  | Thời gian                | Địa điểm             | Tên Đại hội                                                                                  | Ghi chú |
| -------------------- | ------------------------ | -------------------- | -------------------------------------------------------------------------------------------- | --- |
| 1923                 | 27-29/1                  | München              | –                                                                                            | – |
| 1926                 | 3-4/7                    | Weimar               | –                                                                                            | – |
| 1927                 | 19-21/8                  | Nürnberg             | –                                                                                            | – |
| 1928                 | Hủy bỏ                   | –                    | –                                                                                            | Thiếu kinh phí |
| 1929                 | 1-4/8                    | Nürnberg             | –                                                                                            | Do xung đột nên thành phố Nürnberg đã ngăn cản sự kiện diễn ra trong những năm tiếp theo 1930 và 1931.                                                 |
| 1932                 | Hủy bỏ                   | –                    | –                                                                                            | Thiếu kinh phí |
| 1933                 | 30/8 3/9                 | Nürnberg             | Đại hội Đảng của Chiến thắng                                                                 | Tiếp quản quyền lực và chiến thắng Cộng hòa Weimar (còn gọi: Đại hội Chiến thắng)                                                                      |
| 1934                 | 4-10/9                   | Nürnberg             | Đại hội Đảng của Sự thống nhất và Sức mạnh Đại hội Đảng của Quyền lực Đại hội Đảng của Ý chí | Phim của Leni Riefenstahl Triumph des Willens |
| 1935                 | 10–16/9                  | Nürnberg             | Đại hội Đảng của Tự do                                                                       | Việc tái lập nghĩa vụ quân sự phổ thông và sự 'giải phóng' kèm theo khỏi Hiệp ước Versailles; Luật chủng tộc                                           |
| 1936                 | 8–14/9                   | Nürnberg             | Đại hội Đảng của Danh dự                                                                     | Việc chiếm đóng vùng Rheinland đã khôi phục danh dự của Đức trong mắt ban lãnh đạo Đảng Quốc xã                                                        |
| 1937                 | 6–13/9                   | Nürnberg             | Đại hội Đảng của Lao động                                                                    | Giảm tỷ lệ thất nghiệp kể từ khi tiếp quản quyền lực                                                                                                   |
| 1938                 | 5–12/9                   | Nürnberg             | Đại hội Đảng của Đại Đức                                                                     | Sáp nhập Áo vào Đức |
| 1939                 | Hủy bỏ (dự kiến: 2–11/9) | Nürnberg             | Đại hội Đảng của Hòa bình                                                                    | Ý chí hòa bình của Đức Bị hủy vào cuối tháng 8 mà không có lý do. Ngày 1 tháng 9, cuộc tấn công Ba Lan bắt đầu Chiến tranh thế giới thứ hai ở châu Âu. |

## Diễn biến

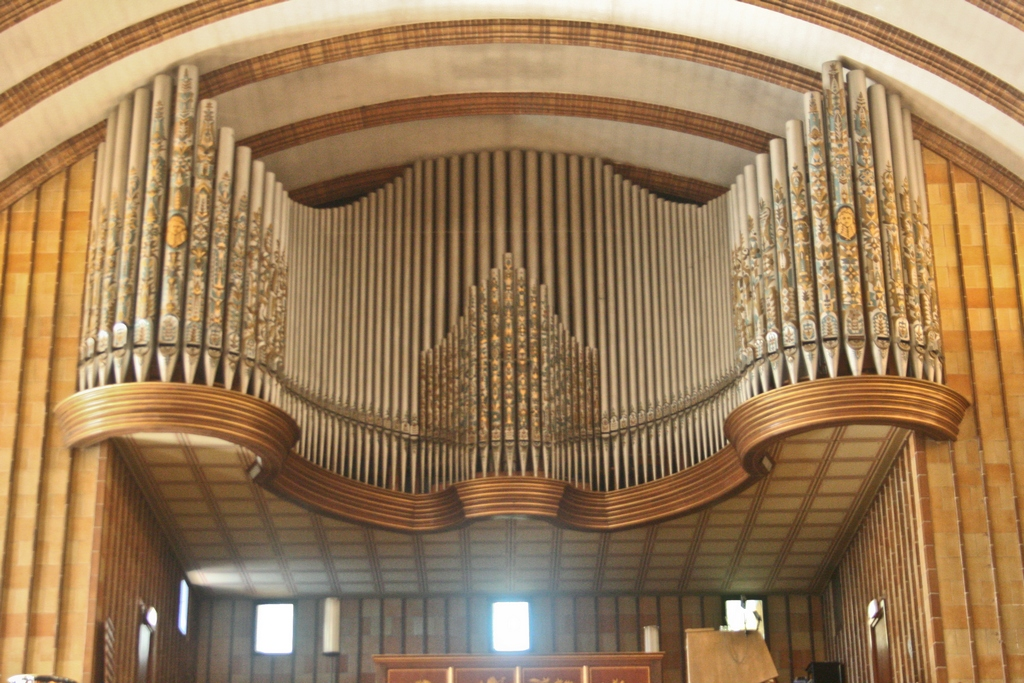
Cây đàn organ ở vị trí hiện tại tại "Nhà thờ Đức Quốc xã" ở Berlin-Mariendorf

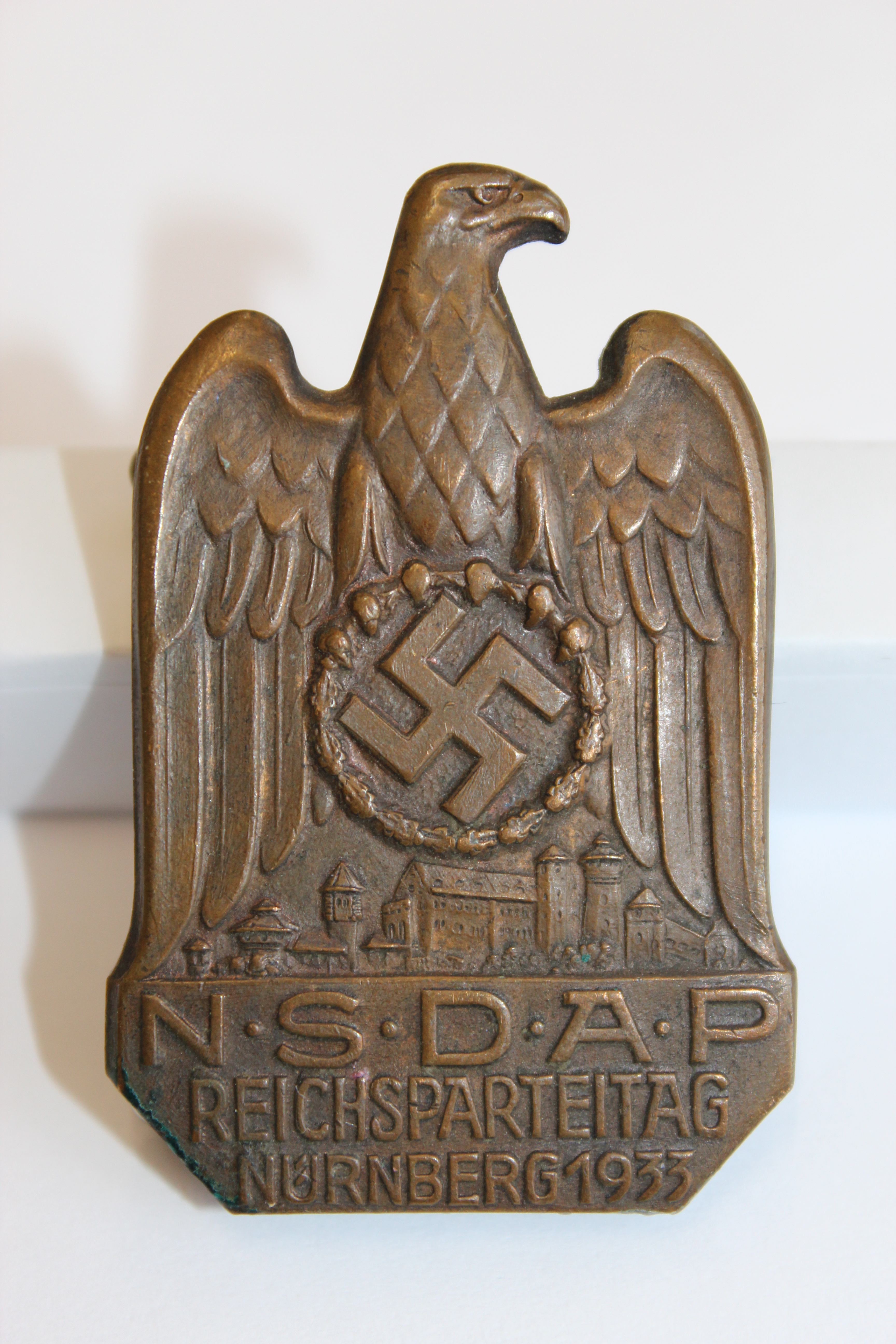
Huy hiệu tham dự Đại hội Đảng Quốc xá năm 1933, được trao cho tất cả những người tham gia

Đại hội Đảng Quốc xã tập trung mạnh mẽ vào Adolf Hitler và mang một bầu không khí gần như tôn giáo. Một yếu tố đặc biệt ấn tượng là cây đàn organ nhà thờ Walcker khổng lồ trong Luitpoldhalle, được chơi trong lễ khai mạc năm 1935. Một phần quan trọng của các đại hội này là các cuộc diễu hành và diễu binh của các tổ chức như Wehrmacht, SA, SS, Hitler-Jugend, Reichsarbeitsdienst (Tổ chức Lao động Đế chế) và Bund Deutscher Mädel (Liên đoàn Thiếu nữ Đức). Tại đây, các yếu tố quan trọng của hệ tư tưởng quốc xã đã được công bố, như Luật Chủng tộc Nürnberg năm 1935.
Những màn biểu dương sức mạnh này không chỉ diễn ra trong khu vực Đại hội Đảng Quốc xã mà còn lan rộng vào trung tâm thành phố Nürnberg, nơi các đội hình diễu hành trước Hitler tại chợ chính (từ năm 1933 là Quảng trường Adolf-Hitler). Khán giả đã đứng chật kín các con phố và chứng kiến các cuộc diễu hành qua thành phố được trang trí bằng cờ. Sự kết nối giữa khung cảnh lịch sử của Nürnberg và các sự kiện đại hội nhằm liên kết đảng với quá khứ của "thành phố của các Đại hội Đế chế".
Tuy nhiên, cũng có những sự cố không có kế hoạch xảy ra trong trung tâm thành phố, khi một số thành viên không tuân thủ nghiêm ngặt lịch trình. Từ năm 1935 đến 1938, chương trình khai mạc bao gồm một buổi biểu diễn tác phẩm "Meistersinger" của Richard Wagner, do Hitler là một người ngưỡng mộ lớn của Wagner và âm nhạc của ông, tác phẩm này được coi là biểu hiện của một thế giới quan "anh hùng Đức."
Việc tổ chức các đại hội này do Tổ chức Đại hội Đảng Quốc xã Nürnberg đảm nhận dưới sự lãnh đạo của Thị trưởng Nürnberg, Willy Liebel.

## Địa điểm tổ chức
Với việc mở rộng khu vực Đại hội Đảng năm 1935, Nürnberg đã nhận được biệt danh là "Thành phố Đại hội Đảng," điều này tượng trưng cho yêu sách quyền lực của Đảng Quốc xã. Hitler đã công bố danh hiệu này vào lúc khai mạc Đại hội Đảng năm 1933, và đến năm 1936, danh hiệu này đã trở thành chính thức thông qua bởi một sắc lệnh bộ trưởng. Albert Speer đã phát triển toàn bộ kế hoạch cho khu vực Đại hội Đảng rộng 11 km² từ năm 1934 đến 1936, và việc thực hiện các kế hoạch này bắt đầu từ năm 1935 dưới áp lực thời gian lớn. Tuy nhiên, khu vực này chưa bao giờ được hoàn thành hoàn toàn.
Luitpoldarena đã trở thành khu vực tập hợp lớn nhất thế giới thời đó với sức chứa 150.000 người tham gia. Hội trường Đại hội Nürnberg, dự kiến chứa được 50.000 khách tham quan và từ năm 2001 trở thành Trung tâm Tài liệu thành phố Nürnberg, vẫn chưa hoàn thành. Zeppelinfeld (Khán đài Zeppelin) được thiết kế cho 250.000 người tham gia và 70.000 khán giả. Ngoài ra, một khu vực lớn đã được xây dựng để làm nơi cắm trại cho người tham gia. Khu vực Märzfeld với khán đài cho 500.000 khán giả chỉ hoàn thành một nửa. Sân vận động Đức dự kiến cho 400.000 khán giả, được thiết kế là sân vận động thể thao lớn nhất thế giới, chủ yếu chỉ dừng lại ở giai đoạn quy hoạch và chỉ được thực hiện một phần. Hồ Silbersee và đồi Silberbuck ngày nay, là một bãi đổ rác và tàn dư chiến tranh của cả thành phố, nằm trên khu vực này và lấp đầy hố móng xây dựng. Những công trình bằng đá được xây dựng sau năm 1933 tại Luitpoldarena, như thấy trong phim tuyên truyền "Triumph des Willens," đã bị phá hủy và phục hồi tự nhiên sau chiến tranh. Ngày nay, các khu vực của khu Đại hội Đảng phục vụ cho nhiều sự kiện khác nhau.
Các công trình này nhằm biểu thị yêu sách quyền lực của chế độ Đức Quốc Xã cả trong lẫn ngoài nước. Các công trình kiến trúc khổng lồ này nhằm mang đến cho người tham quan cảm giác họ đang tham gia vào một điều gì đó lớn lao, nhưng đồng thời cũng khiến họ cảm thấy mình nhỏ bé và không đáng kể. Những dàn dựng này hỗ trợ cho huyền thoại về Hitler và nhằm tăng cường cộng đồng dân tộc thông qua cảm giác gắn kết xã hội. Việc sử dụng đèn pha phòng không vào ban đêm để tạo thành mái vòm ánh sáng đã làm cho các buổi xuất hiện của Hitler trở nên hoành tráng.

## Phim tuyên truyền
Về các Đại hội Đảng của Đế chế năm 1933 và 1934, Leni Riefenstahl đã làm hai bộ phim tài liệu tuyên truyền. Bộ phim đầu tiên, "Der Sieg des Glaubens" (Chiến thắng của niềm tin), được sản xuất theo chủ đề của Đại hội Đảng năm 1933. Bộ phim này đã miêu tả khí cầu Graf Zeppelin, được sử dụng cho mục đích tuyên truyền. Tuy nhiên, sau vụ Röhm-Putsch năm 1934, bộ phim này đã bị thu hồi.
Sự kiện tuyên truyền năm 1934 được Riefenstahl dàn dựng với 16 đội quay phim và hơn 100 nhân viên để tạo nên bộ phim "Triumph des Willens" (Chiến thắng của ý chí). Bộ phim này đã nhận được giải thưởng điện ảnh Đức và Huy chương Vàng tại Venice vì những hình ảnh hiệu quả và mạnh mẽ của nó.
Một bộ phim tuyên truyền khác của Đức Quốc Xã về chủ đề Đại hội Đảng là "Der Marsch zum Führer" (Cuộc hành quân đến lãnh tụ) năm 1940. Nhiều báo cáo thời sự cũng đề cập đến các Đại hội Đảng, bao gồm Ufa-Tonwoche cho đến tháng 6 năm 1940 và sau đó là "Die Deutsche Wochenschau" cho đến ngày 22 tháng 3 năm 1945.

## Khác

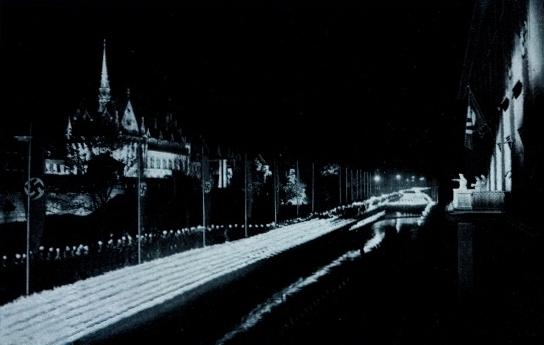
Fackelzug (lễ rước đuốc) của các Lãnh đạo chính trị tại Khách sạn Deutschen Hof, Đại hội Đảng Quốc xã năm 1937

Trong các Đại hội Đảng ở Nürnberg, Adolf Hitler đã cư trú tại khách sạn Deutscher Hof, một phần không thể thiếu của các sự kiện kể từ năm 1934. Các bộ trưởng và lãnh đạo đảng cũng ở tại đây. Trước khách sạn, các cuộc diễu hành và lễ chào cờ đã diễn ra.
Các thành viên của Liên đoàn Thiếu nữ Đức (BDM) và Đoàn Thanh niên Hitler cũng tham gia các Đại hội Đảng. Sau Đại hội Đảng năm 1936, có 900 trong số các thành viên BDM trở về đã được phát hiện mang thai.
Phần lớn các thành viên tham gia đến và đi bằng các chuyến tàu của Deutsche Reichsbahn (Đường sắt Đế chế Đức). Đến năm 1938, có tới 1,3 triệu khách tham quan đã rời đi trong một khoảng thời gian ngắn. Tại ga chính Nürnberg, các chuyến tàu được xử lý trong khoảng cách lên tới 80 giây. Các chuyến tàu đặc biệt đỗ tại các bãi đỗ cách Nürnberg lên tới 400 km, ví dụ như ở Dresden. Các ga Dutzendteich và Fischbach đã được mở rộng trong những năm 1930, trong khi ga khổng lồ Nürnberg Märzfeld, dự kiến đưa khách trực tiếp đến khu Đại hội Đảng, vẫn chưa hoàn thành.
Trong Đại hội Đảng năm 1933, thành phố Nürnberg đã tặng Adolf Hitler bản khắc đồng "Ritter, Tod und Teufel" (Hiệp sĩ, Cái chết và Ác quỷ) của Albrecht Dürer làm món quà danh dự.

## Hình ảnh

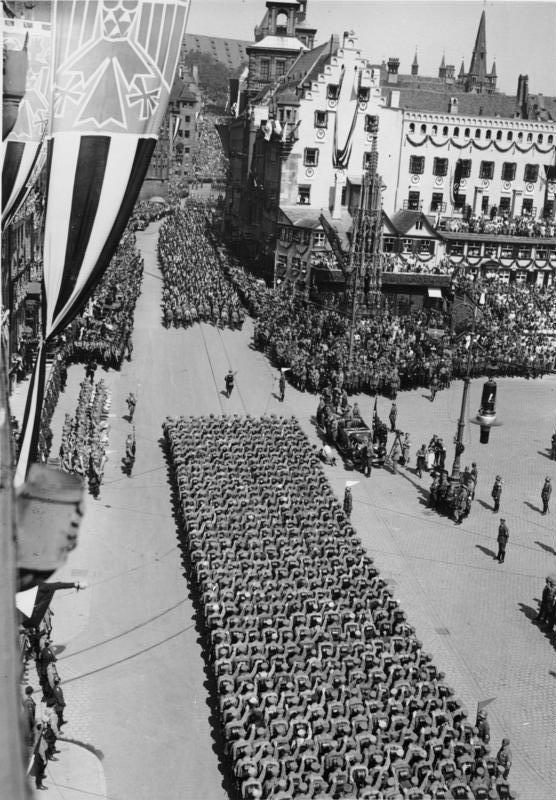
Cuộc diễu hành của SA qua phố cổ Nürnberg, Đại hội Đảng năm 1934
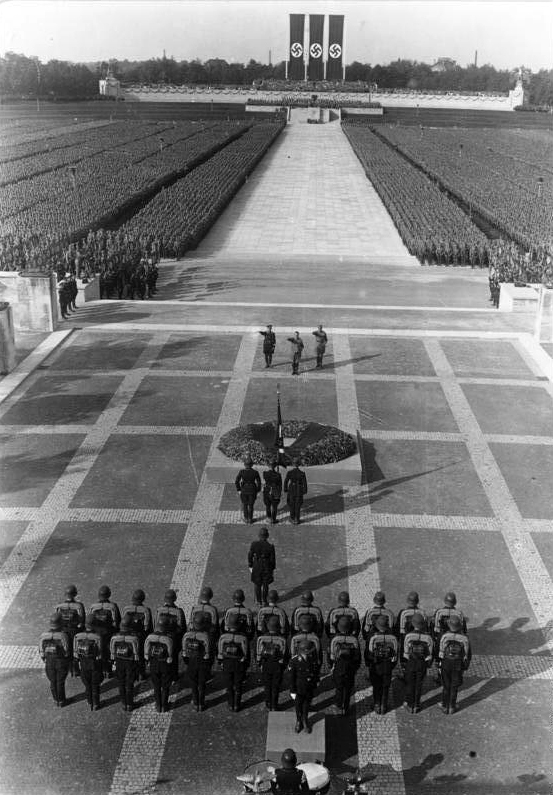
Đại hội Đảng năm 1934, Lễ tưởng niệm các vị đã khuất: Heinrich Himmler, Adolf Hitler và Viktor Lutze tại Điện Danh dự
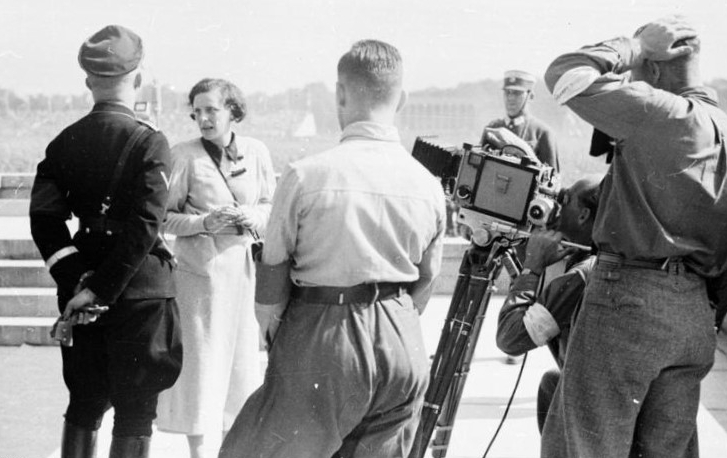
Leni Riefenstahl (thứ hai từ trái sang) trong quá trình quay phim "Triumph des Willens", năm 1934
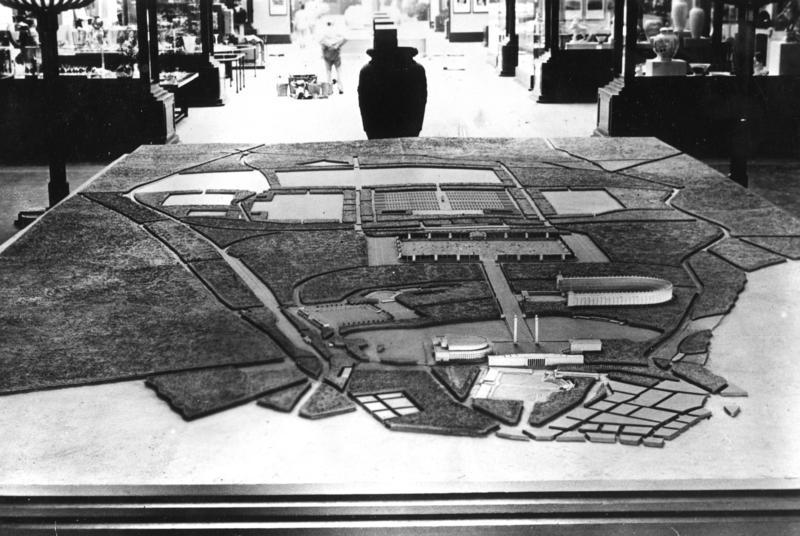
Mô hình khu vực Đại hội Đảng trên Triển lãm Thế giới Paris, 1937
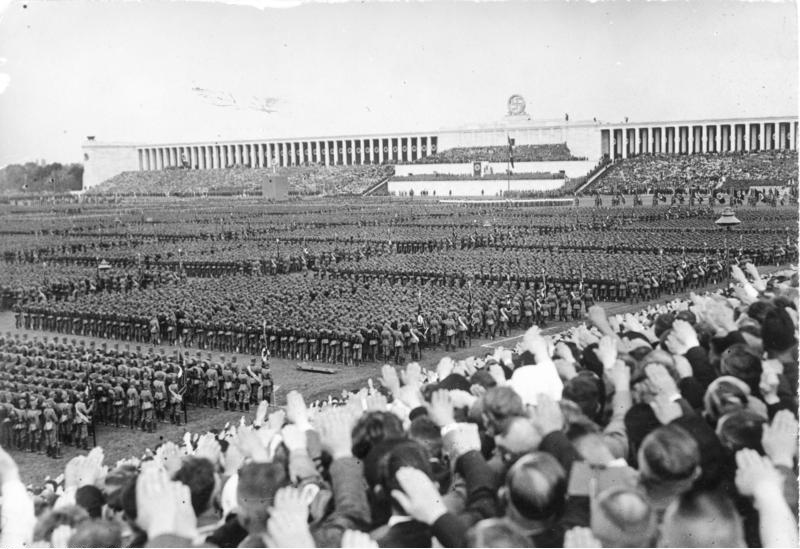
Lời kêu gọi của Tổ chức Lao động Đế chế, Đại hội Đảng năm 1937
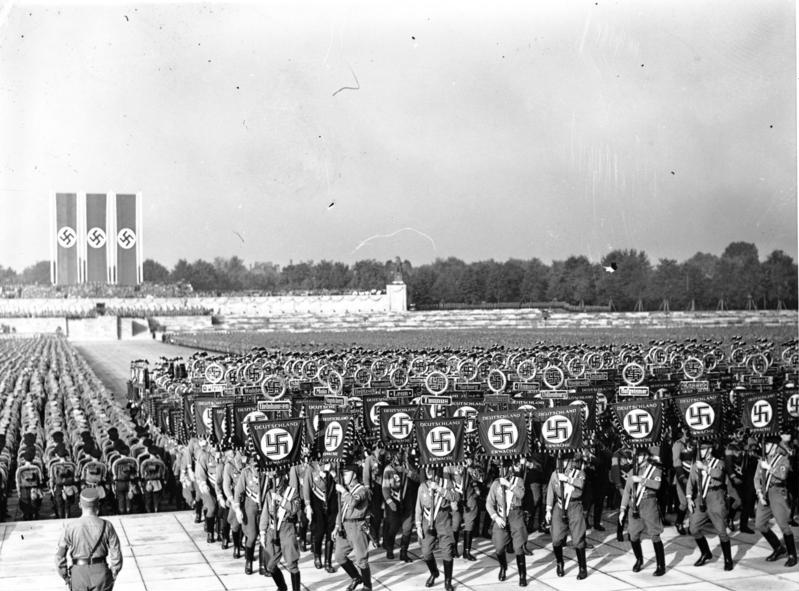
Diễu hành cờ, mít tinh của Đảng Quốc xã năm 1938

## Văn học
- Yvonne Karow: Nạn nhân người Đức: Sự tự hủy diệt mang tính nghi lễ tại các Đại hội Đảng quốc gia của NSDAP.. Nhà xuất bản Akademie, Berlin 1997, ISBN 3-05-003140-9 (Habilitationsschrift FU Berlin 1994).
- Geschichte für Alle e.V. (biên tập): Tham quan thực địa – Khu vực Đại hội Đảng quốc gia ở Nürnberg. Nhà xuất bản Sandberg, Nürnberg 2002, ISBN 3-930699-37-0.
- Markus Urban: Nhà máy đồng thuận. Chức năng và nhận thức về các Đại hội Đảng quốc gia của Đức Quốc xã 1933–1941. Nhà xuất bản Vandenhoeck & Ruprecht, Göttingen 2007, ISBN 978-3-89971-366-4 (Luận án Tiến sĩ, Đại học Erlangen-Nürnberg 2006) – Rezension, H-Soz-Kult).
- Helmut K. H. Strauss: Vở opera "Die Meistersinger von Nürnberg" của Richard Wagner nhân dịp các Đại hội Đảng Quốc xã. Trong: Thông báo của Hiệp hội Lịch sử Thành phố Nürnberg. Số 96, 2010, trang 267–291.
- Siegfried Zelnhefer: Các Đại hội Đảng Quốc xã. Nhà xuất bản Korn & Berg, Nürnberg 1991, ISBN 3-87432-118-5 (Luận án Tiến sĩ, Đại học Erlangen, Nürnberg 1990).
- Các Đại hội Đảng quốc gia của NSDAP ở Nürnberg. Tập 2 của loạt sách của Trung tâm Tư liệu Khu vực Đại hội Đảng quốc gia, do các Bảo tàng Thành phố Nürnberg xuất bản, Nhà xuất bản Nürnberger Presse, Nürnberg 2002, ISBN 3-931683-13-3.